# Dla Łotwy i Windawy
Dla Łotwy i Windawy (łot. Latvijai un Ventspilij) – łotewska regionalna partia polityczna działająca w Windawie i sprawująca władzę w mieście. Jest częścią centrowej koalicji politycznej Związek Zielonych i Rolników. 

## Historia
Ugrupowanie zostało założone 10 marca 1994 przez burmistrza Aivarsa Lembergsa. W wyborach samorządowych w 1994 i 1997 partia zdobyła wszystkie miejsca w radzie miejskiej, później zaś 86,07% głosów i 10 z 11 mandatów (2001), 73,61% głosów i 10 z 13 mandatów (2005), następnie – 59,96% głosów i 8 z 13 mandatów (2009). W kolejnych wyborach przeprowadzanych w 2013, 2017 i 2021 ugrupowanie Lembergsa również uzyskiwało bezwzględną większość w radzie miejskiej.
Członkami partii zostali m.in. zarządca portu w Windawie Imants Sarmulis, prezes zarządu Centrum Olimpijskiego "Ventspils" ("Windawa") Uldis Boitmanis oraz dyrektor III szkoły średniej w Windawie Vera Šengelija.
Partia od lat uczestniczy w polityce na szczeblu państwowym. W wyborach w 2006 z ramienia Związku Zielonych i Rolników mandaty poselskie uzyskali członkowie ugrupowania: Guntis Blumbergs i Gundars Daudze. W wyborach w 2010 reprezentacja poszerzyła się o posłankę Danę Reizniecę. W kolejnej kadencji ugrupowanie reprezentowali Reizniece i Jānis Vucāns. 
W wyborach w 2014 z listy ZZS wybrani zostali Dana Reizniece-Ozola, Jānis Vucāns i Gundars Daudze. Obecnie mandat posła z ramienia ugrupowania sprawują Daudze i   Vucāns.
W wyborach w 2022 partia startuje w ramach koalicji ZZS, której kandydatem na premiera pozostaje Aivars Lembergs.